# 護級
護級，或稱保級，是一個足球術語，意思是在聯賽戰至季尾，在降班線上徘徊而掙扎的球隊和形勢。
在一些聯賽中，常有一些中下遊球隊在季末強拉尾盤成功上岸，例如英格蘭球隊韋根因擅長打保級大戰被一些媒體稱為「打不死的小強」(蟑螂) 。

## 保級專家
曾執教多支英超中下游球隊的教頭佩利斯，屢屢幫助球隊爬上岸而被稱為「護級專家」。2013/14年球季便曾帶領季初10戰1勝9負的水晶宮谷底反彈，在最終更勇奪第11名。不過這個招牌隨著2016/17年球季米杜士堡而被打破。
英格蘭著名教頭萨姆·阿勒代斯，同樣也被稱為保級專家，被他執教過身處降班邊緣或降班區的球隊多數能在季尾護級成功，不過這個招牌在西布朗2020/21年賽季被降級而被打破。

## 近年經典護級例子

### 西布朗
- 2004/05球季，聖誕節過後西布朗在榜尾。在當時英超歷史上從未有球隊在聖誕節處於榜尾的球隊護級成功。該季最後一輪比賽，西布朗不僅要自助拿下，還要水晶宮、和诺里奇城都沒贏球才能翻盤。然而奇蹟發生了，西布朗2-0樸茨茅夫，查爾頓競技2-2水晶宮，南安普顿1-2曼聯，富勒姆6-0諾維奇城，西布朗成为首支聖誕節後垫底而可以最终保级的球队。

### 韋根
- 2006/07球季，當時位列聯賽榜倒數第三名的韋根，在最後一場聯賽作客以2-1擊敗聯賽榜倒數第四名的錫菲聯，追至與錫菲聯同分，並以較佳得失球差壓過對手，成功護級。
- 2007/08球季，韋根在季中曾聯賽8連敗，但在季尾打出一段5勝5和3負的強勁走勢，成功護級。
- 2010/11球季，韋根在季尾仍排在尾二，但憑藉最後階段的兩連勝（以及最後6場的3勝2和1負），成功護級。
- 2011/12球季，韋根創造出護級的經典，在戰至第29輪僅取得22分之下，在最後9場比賽中贏得7場，包括作客2-1擊敗利物浦、主場1-0勝曼聯、作客2:1勝阿仙奴，成功護級。

可惜的是，由於2012/13球季的韋根須分心應付足總盃，他們在季尾的聯賽表現較過往失色不少，最終排在第18名降班英冠，自此脫離英超行列。

### 新特蘭
- 2013/14球季，新特蘭首五場比賽只取得一和四負，結果俱樂部將迪卡尼奧解僱，改聘前切爾西球員古斯塔沃·普耶為新總教練。桑德蘭在他執教後成績有所改進，不過聯賽仍處於下游位置，未脫離降級威脅。2014年4月7日桑德蘭在聯賽以1-5慘敗給熱刺後，聯賽連敗四仗跌至榜尾，總教練普耶當時稱桑德蘭要有奇蹟才能保級成功，但之後桑德蘭卻在作客曼城、切爾西及曼聯三支前列球隊的比賽，取得兩勝一和的成績，之後桑德蘭主場以2-0擊敗西布朗維奇，提早一周聯賽成功保級。
- 2015/16球季，新特蘭在艾拿戴斯接手時頭8場僅得3分，而且桑德兰大部分時間亦處於降班區。但在第28輪至第37輪間卻取得3勝6和1負（這場敗仗的對手正正就是應屆英超冠軍李斯特城），其中第36輪及第37輪更爆冷擊敗車路士及愛華頓，使球隊提早一輪護級成功。

### 李斯特城
- 2014/15球季，雖然李斯特城球季起初曾以 5-3 反勝曼聯，但後繼不勁，於聖誕節18輪聯賽後只得10分位於榜末。至第29輪聯賽李斯特城以3-4不敵熱刺，賽後只有19分位於榜末，但於最後9場聯賽取得7勝1和1負，成功以第14名護級。

### 水晶宮
- 2016/17球季，水晶宮季中落入降級區內，俱樂部於2016年12月改任「保級專家」阿勒代斯為新總教練。水晶宮在下半季展開瘋狂的保級戰鬥，打敗的球隊更不乏切爾西、利物浦及兵工廠3支前列勁旅。儘管輸給熱刺和曼城，水晶宮靠著這波高潮把自己推升到領先降級區4分，並在第37輪聯賽主場4-0將赫爾城送回英冠，避免最終輪面對曼聯的巨大壓力。俱樂部首次在頂級聯賽逗留超過四個球季。
- 2017/18球季，水晶宮開季聯賽7連敗、0個進球、0個積分，大幅刷新英超史上最慘開局。前英格蘭總教練羅伊·霍奇森緊急救援，水晶宮直到第8輪主場爆冷2-1擊敗衛冕冠軍切爾西才止跌回升。水晶宮的糟糕開局讓當時各路球評認為他們是降級大熱門，然而在霍奇森帶領下，他們拒絕認命，不但排名慢慢上升逃離降級區，最終更取得英超第11名與44分逃出生天。同時，他們還在第37輪客場2:1逆襲「陶工」斯托克城，終結對手的英超征途。